# Thomas Lehn
Thomas Lehn (Fröndenberg/Ruhr, 21 mei 1958) is een Duitse toetsenist. Hij studeerde geluidstechniek aan de Hochschule für Musik Detmold en van 1980 tot 1987 klassieke- en jazzpiano aan de Hochschule für Musik Köln.

## Biografie
Als vertolker van de klassieke, eigentijdse en geïmproviseerde muziek ontwikkelde hij in de elektronische muziek een eigen taal. Hij speelt analoge synthesizer, minimoog-synthesizer en piano, waarbij hij bij improvisaties bijna uitsluitend analoge synthesizers van  eind jaren 1960 virtuoos inzet. Aan de piano werkte hij tijdens de jaren 1980 onder andere in ensembles, die werden geleid door Gunter Hampel, George Russell en Keith Tippett. Tegenwoordig is hij als pianist lid van verschillende ensembles voor nieuwe muziek en was hij betrokken bij optredens van Maria de Alvear en Manos Tsangaris.
Als synthesizer-speler werkte hij onder andere samen met het Multiple Joy(ce) Orchestra, Hannes Bauer, Martin Blume, John Butcher, Günter Christmann, Alexander Frangenheim, Wolfgang Fuchs, Mats Gustafsson, Gerry Hemingway, Erhard Hirt, Paul Lovens, Paul Lytton, Evan Parker, Radu Malfatti, Torsten Müller, Carl Ludwig Hübsch, Jon Rose, Keith Rowe, John Russell, Hans Schneider, Burkhard Stangl en Martin Theurer. Met Tim Hodgkinson en Roger Turner vormt hij sinds meer dan tien jaar de band Konk Pack, met Axel Dörner en Phil Minton is hij als Toot onderweg.

## Privéleven
Thomas Lehn woont sinds 1980 in Keulen.
- Bibsys: 6001561
- Bibliothèque nationale de France: cb16014963j (data)
- Gemeinsame Normdatei: 135248760
- International Standard Name Identifier: 0000 0003 8251 9406
- Library of Congress Control Number: no2002027787
- MusicBrainz: 2074ab96-523b-4dbf-a909-3ac60ccfb55e
- Système universitaire de documentation: 174368224
- Virtual International Authority File: 264971571
- WorldCat: E39PBJB8vTg7G47pb8CW9MBQMP